# منطقه جیبوتی
منطقه جیبوتی (به عربی: إقلیم جیبوتی) یک منطقه در جیبوتی است که در شرق این کشور واقع شده‌است. منطقه جیبوتی ۲۰۰ کیلومتر مربع مساحت و ۶۰۳٬۰۰۰ نفر جمعیت دارد.